# Mai tai
Mai tai (Tahitiska för "bra") är en romdrink av typen cocktail. Den skapades av bartendern Victor "Trader Vic" Bergeron på dennes restaurang i Oakland år 1944. Mai Tai är en återskapelse av Ernest Beaumont Gants Q.B. Cooler då Victor Bergeron försökte kopiera Gants hela meny från Gants bar Don The Beachcomber varav Mai Tai är kopian av drinken Q.B. Cooler. Trader Vic serverade den till sina vänner Ham och Carrie Guild från Tahiti. Carrie lär ha utropat "Maita'i roa ae" när hon smakade drinken, vilket betyder ungefär "Inte av denna världen, världsbäst".
Originalreceptet innehöll en sjuttonårig jamaicansk rom - J. Wray & Nephew, färsk lime, Holland DeKuyper Orange Curaçao, Trader Vic's Rock Candy Syrup, en gnutta French Garier Orgeat och krossad is.
Drinken fick stor framgång på Bergerons barer "Trader Vic's" i Kalifornien och Seattle. Vidare spridning fick den då den introducerades på Hawaii 1953 och på kryssningsfartygen American Presidents Lines 1954. Bergerons första bar Hinky Dinks låg i närheten av Gants bar Don The Beachcomber som är en bar som baserades på mycket från Gants resor i västindien i sin fars handelskompani.